# Proliga de 2020–21
A Temporada da Proliga de 2020-21 foi a 18ª edição da competição de segundo escalão no basquetebol de Portugal disputada por 16 equipas. Ao término da competição foi apurado como promovidos à LPB na próxima temporada campeão e finalista.

## Formato
Participam da competição as equipas 16 equipas divididas em Grupo Norte e Grupo Sul com oito cada uma. Os quatro melhores colocados disputam a segunda fase no grupo denominado "Grupo Subida" ao mesmo tempo que os quatro piores colocados disputam o "Grupo Descida". Na primeira serão em no modo "todos-contra-todos", enquanto que na segunda fase os participantes carregam os resultados da primeira fase e apenas jogam contra os adversários que formavam o outro grupo.
Os quatro melhores do "Grupo Subida" disputam os "Playoffs".

## Primeira fase

### Confrontos
| Casa\Visitante     | ADG   | ADS   | CDP   | CAS    | ILL    | SAM   | SAN    | SCV   |
| ------------------ | ----- | ----- | ----- | ------ | ------ | ----- | ------ | ----- |
| A.D. Galomar       |       | 74-60 | 85-71 |        | 76-72  | 77-82 | 62-67  | 97-75 |
| A.D.Sanjoanense    | 58-76 |       | 68-82 | 100-76 | 80-87  | 77-79 | 81-62  | 77-61 |
| CD Póvoa           | 70-66 | 84-72 |       | 87-41  | 84-82  | 86-56 | 101-97 | 90-44 |
| Casino Ginásio     | 60-96 | 60-72 | 48-94 |        | 65-100 | 80-90 | 75-85  | 76-64 |
| Illiabum           | 71-83 | 81-69 | 74-69 | 93-70  |        | 89-78 | 94-65  | 83-60 |
| Sampaense Basket   | 59-85 | 53-61 | 74-92 | 71-75  | 53-76  |       | 73-70  | 89-71 |
| Sangalhos          | 68-82 | 68-56 | 68-77 | 104-71 | 60-69  | 69-73 |        | 95-74 |
| S.C. Vasco da Gama | 47-97 | 75-88 | 76-88 | 87-63  | 64-81  | 82-70 | 77-89  |       |

| Casa\Visitante          | ACL   | CAQ   | CBC   | ELE   | GIN   | OSB   | QUE   | SLB   |
| ----------------------- | ----- | ----- | ----- | ----- | ----- | ----- | ----- | ----- |
| Academia do Lumiar      |       | 56-83 | 79-59 | 71-88 | 67-74 | 79-95 | 70-68 | 84-90 |
| CB Queluz               | 53-64 |       | 85-53 | 52-64 | 54-58 | 46-63 | 31-66 | 48-56 |
| CBC/Coração do Ribatejo | 73-84 | 91-80 |       | 69-62 | 66-69 | 69-89 | 39-95 | 66-71 |
| Eléctrico F.C.          | 55-71 | 84-42 | 86-57 |       | 82-64 | 71-80 | 54-76 | 90-83 |
| Ginásio Del Mar Marina  | 92-75 | 85-72 | 87-72 | 66-75 |       | 73-78 | 57-65 | 94-78 |
| Os Belenenses           | 80-62 | 72-63 | 99-61 | 99-67 | 97-95 |       | 76-81 | 77-67 |
| Queluz / Consilcar      | 67-63 | 63-61 | 78-70 | 81-71 | 60-67 | 53-69 |       | 90-76 |
| SL Benfica "Sub22"      | 88-66 | 43-68 | 75-62 | 75-78 | 90-87 | 75-80 | 70-74 |       |

|  | Quartas-de-final | Quartas-de-final       | Quartas-de-final   |          |               | Semifinais | Semifinais | Semifinais |  |  | Final | Final    | Final |
|  |                  |                        |                    |          |               |            |            |            |  |  |       |          |       |
|  |                  | CD Póvoa               | 86                 |          |               |            |            |            |  |  |       |          |       |
|  |                  | Sampaense Basket       | 56                 |          |               |            |            |            |  |  |       |          |       |
|  |                  | Sampaense Basket       | 56                 |          | CD Póvoa      | 97         |            |            |  |  |       |          |       |
|  |                  |                        |                    |          | CD Póvoa      | 97         |            |            |  |  |       |          |       |
|  |                  |                        | Queluz / Consilcar | 64       |               |            |            |            |  |  |       |          |       |
|  |                  | Queluz / Consilcar     | Queluz / Consilcar | 64       | 85            |            |            |            |  |  |       |          |       |
|  |                  | Queluz / Consilcar     |                    |          | 85            |            |            |            |  |  |       |          |       |
|  |                  | Eléctrico F.C.         | 76                 |          |               |            |            |            |  |  |       |          |       |
|  |                  |                        |                    |          |               |            |            |            |  |  |       | CD Póvoa | 65    |
|  |                  |                        |                    | Illiabum | 59            |            |            |            |  |  |       |          |       |
|  |                  | Os Belenenses          | 108                |          |               |            |            |            |  |  |       |          |       |
|  |                  | Ginásio Del Mar Marina | 85                 |          |               |            |            |            |  |  |       |          |       |
|  |                  | Ginásio Del Mar Marina | 85                 |          | Os Belenenses | 68         |            |            |  |  |       |          |       |
|  |                  |                        |                    |          | Os Belenenses | 68         |            |            |  |  |       |          |       |
|  |                  |                        | Illiabum           | 82       |               |            |            |            |  |  |       |          |       |
|  |                  | Illiabum               | Illiabum           | 82       | 70            |            |            |            |  |  |       |          |       |
|  |                  | Illiabum               |                    |          | 70            |            |            |            |  |  |       |          |       |
|  |                  | A.D. Galomar           | 67                 |          |               |            |            |            |  |  |       |          |       |

## Promoção e rebaixamento

### Promoções
- CD Póvoa
- Illiabum